# Курилас Осип Петрович
О́сип Петро́вич Курила́с (7 серпня 1870, Щирець — 25 червня 1951, Львів) — український маляр-живописець, очільник мистецького відділу Пресової кватири Легіону УСС.

## Життєпис

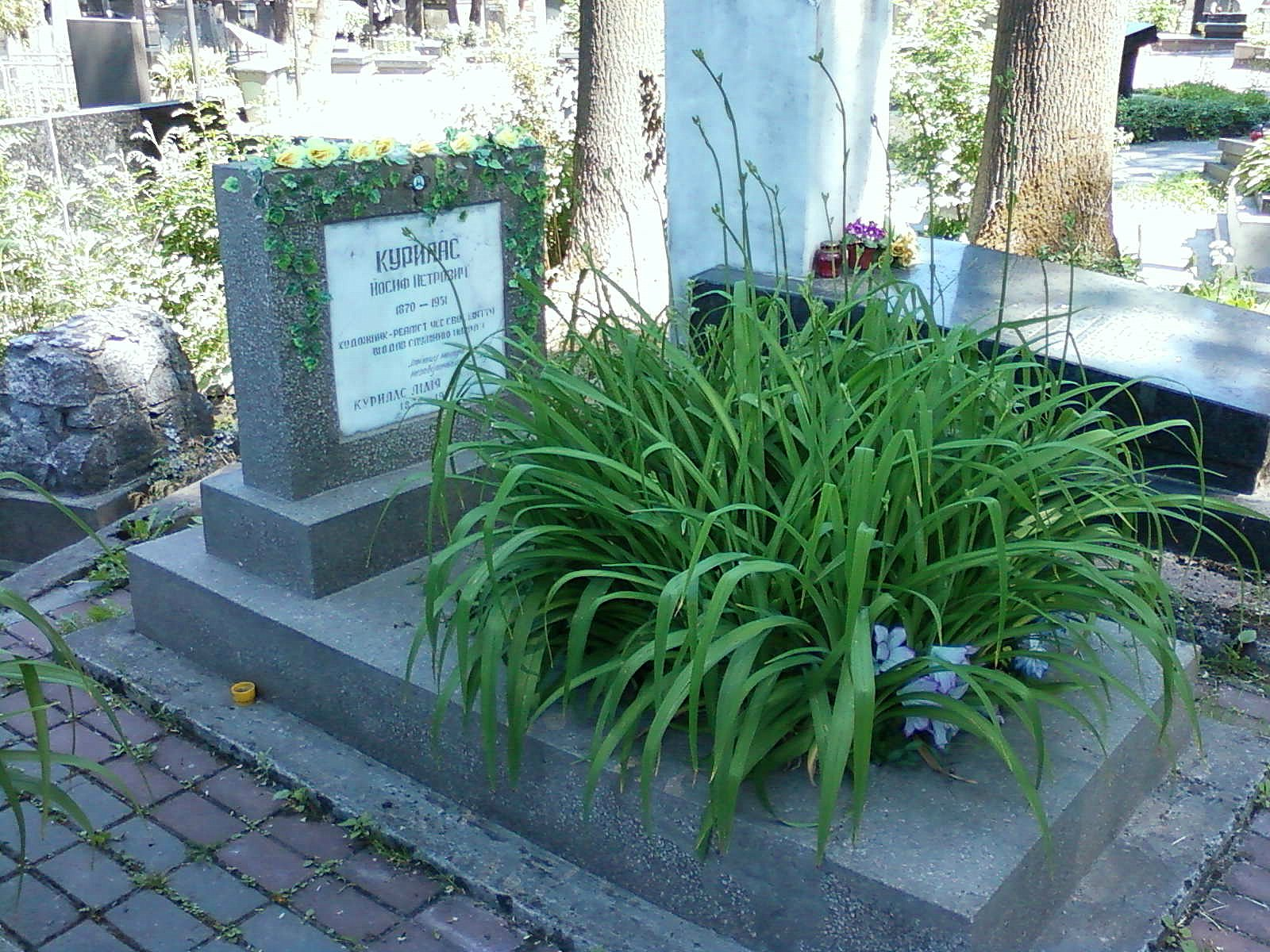
Могила Осипа Куриласа на Личаківському кладовищі.

Народився в містечку Щирець у багатодітній родині дяка, котрий вчителював у народній школі. Потяг до малювання в хлопця проявився рано, художню освіту розпочав 1886-го року, вступивши до Художньо-промислової школи, яку закінчив за 4 роки. Юнак мав бажання продовжувати навчання в Академії мистецтв, але для цього потрібні були гроші, які батько спрямовував на виховання решти своїх дітей. Тож Осип підробляв малюванням ікон і портретів для міщан.
У 1895 році він отримав грошову допомогу від старшого брата, котрий раніше імігрував до Хорватії. Так Осип Курилас стає студентом Краківської академії мистецтв, котру закінчує за п'ять років. У цей час бере участь у виставках, організованих у Львові «Товариством для розвою руської штуки», членом котрого митець стає від 1898-го року. Відвідував картинні галереї Відня, Мюнхена, Дрездена, Праги й Будапешту. Малював картини та ілюстрації до книжок. Написав портрет Миколи Лисенка до 35-річчя творчої діяльності композитора. У 1906 році одружився з полькою Валерією Скорхан.
На початку Першої світової війни вступив добровольцем до лав УСС, був стрільцем булавного відділу І полку Легіону. У ті часи потоваришував з композитором Левком Лепким. Для організації культурно-просвітницької роботи серед стрілецтва було створено Пресову кватиру, яка згуртувала талановитих митців, котрих очолив Осип Курилас. У цей час створив десятки портретів, жанрових картин, листівок і малюнків, які зображують та оспівують подвиги січовиків, ілюструє сатиричні журнали «Самохотник», «Бомба» та інші, малює шаржі й карикатури.
На початку 1920-х років викладав малювання в художній школі, створеній Олексою Новаківським при допомозі митрополита Андрея Шептицького. У 1935 році, після смерти Новаківського, очолив школу. У ті роки малював багато ілюстрацій для газет, часописів і шкільних підручників, картини на релігійну тематику (ікони «Богородиця» та «Ісус Христос»). Товаришував із письменником Василем Стефаником — ілюстрації Куриласа до «Кленових листків» досі вважають одними з найкращих.
У повоєнні роки Осип Курилас працював переважно в жанрі соціалістичного реалізму. Типові назви його тогочасних картин: «Колгосп у Щирецькому районі» чи «На колгоспному дворі».
Помер 25 червня 1951 року. Похований на Личаківському цвинтарі у Львові.
У музеї СШ № 1 м. Щирець є експозиція, присвячена Куриласу Осипу Петровичу.

## Галерея

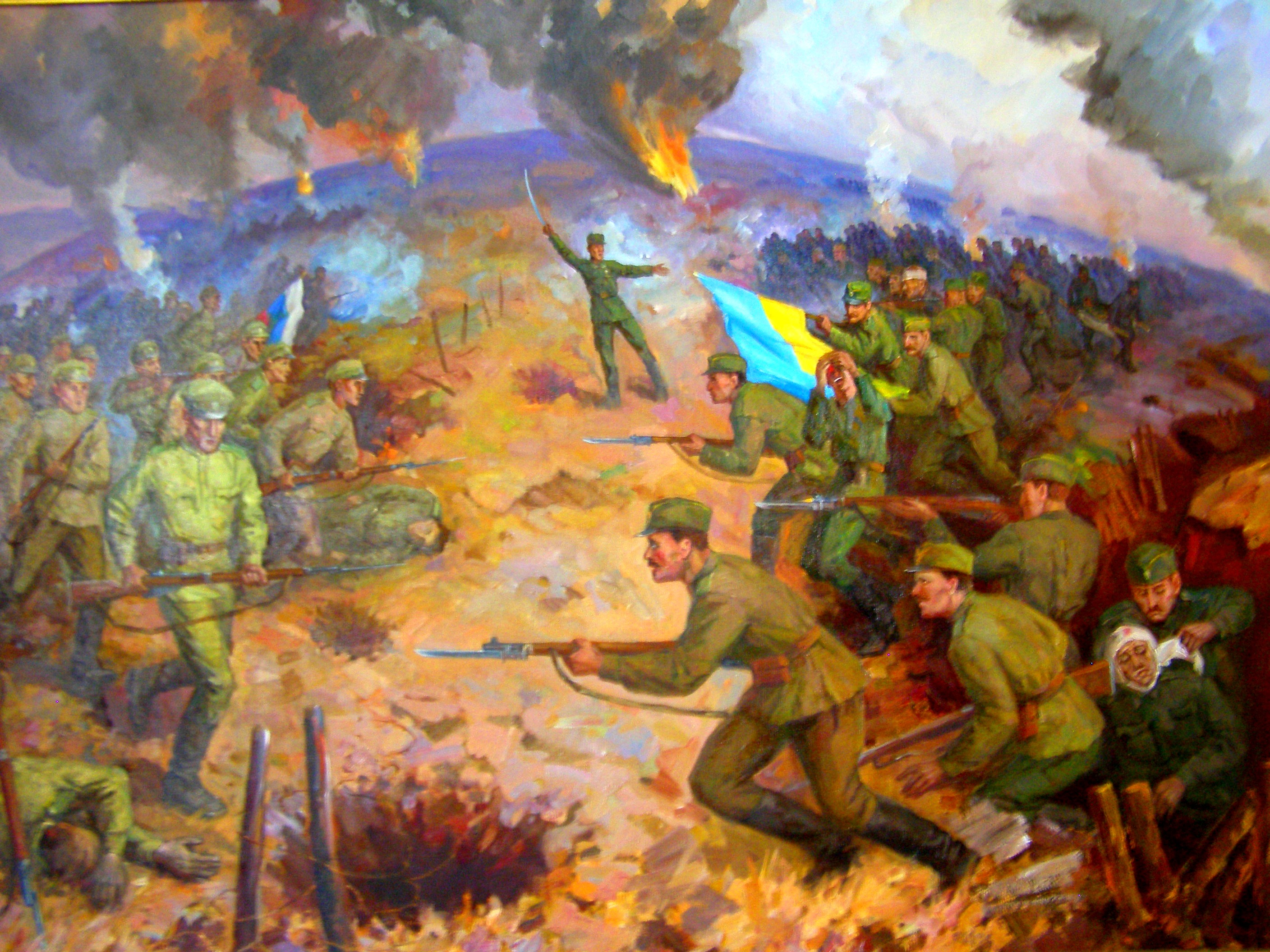
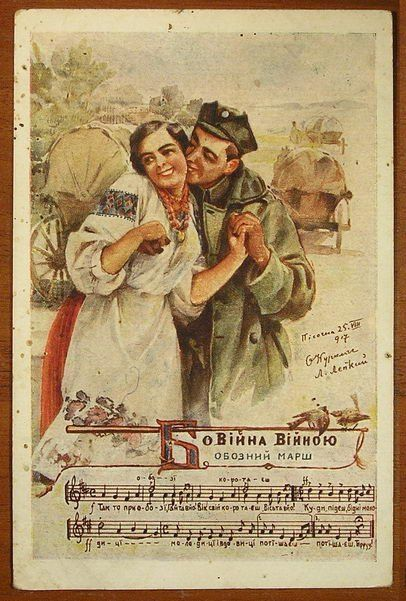
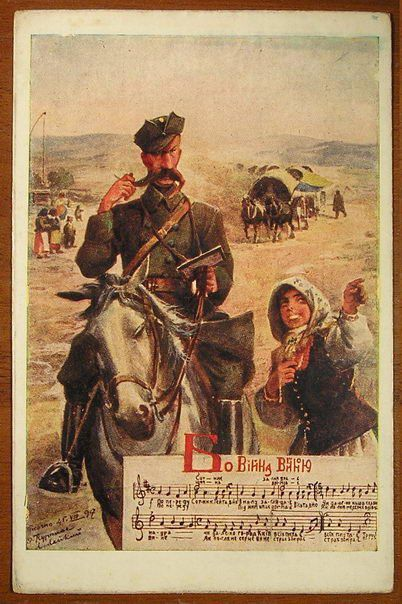
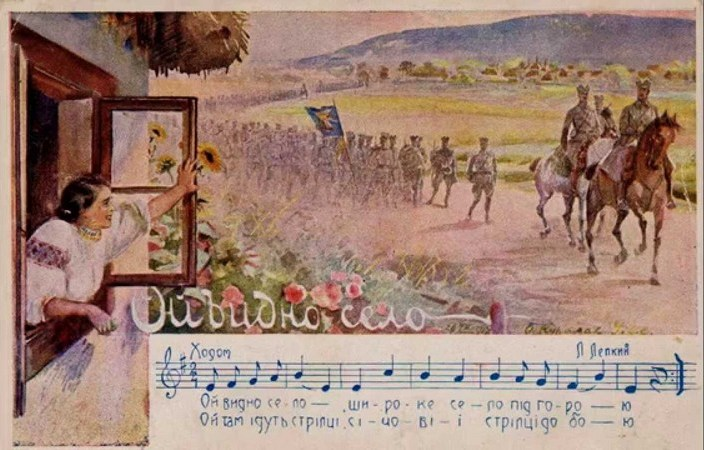
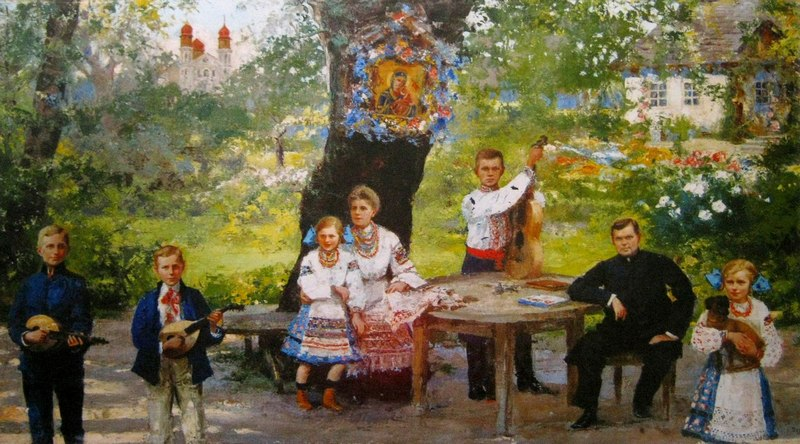

## Твори
- Микола Лисенко
- Іван Мазепа
- Гетьман

### 1914—1918
- Зміна варти
- Бій на Лисоні
- Відхід добровольців
- Ой видно село
- Прощання
- По бою
- Василь Дідушок
- Сень Горук
- Бо війна війною (3 шт)

та інші.